# یک چیز خوب – بوسه کاکا سیاه
یک چیز خوب - بوسه کاکا سیاه (انگلیسی: Something Good – Negro Kiss) فیلمی آمریکایی با ژانر رمانتیک، به کارگردانی ویلیام سیلیگ است که در سال ۱۸۹۸ منتشر شد. این فیلم صامت کوتاه و سیاه‌وسفید در شیکاگو فیلمبرداری شد.